# 高雄市立凱旋醫院
高雄市立凱旋醫院位於臺灣高雄市苓雅區，是一所市立精神專科教學醫院。前身是「臺灣省立高雄療養院」，設立理由是台灣省政府計畫，在台灣省南部設立公立精神專科病院，方便中南部病患就醫需要，於1960年1月1日設立，院址為高雄市苓雅區福成街2號，首任院長為林鴻德，於民國50年（1961年）1月21日正式開幕，院區建築為四合院形狀建築所構成。
民國73年（1984年）7月1日起改隸高雄市政府，高雄市政府為了精神疾病預防、診療與復健，訓練精神疾病醫療人員等的目的，特別設立市立凱旋醫院。
该院目前之定位為教育部評定合格之『精神科專科教學醫院』，並且為專科醫師之訓練醫院，同時亦被指定為高雄地區精神醫療網之核心醫院，現有病床數為821床、其他附設機構現有服務量為：社區復健中心120人、地中海康復之家30床、城堡康復之家68床、大寮康復之家40床、本院護理之家50床，大寮精神護理之家347床、日照中心30人。

## 外部連結
- 高雄市立凱旋醫院 （页面存档备份，存于）